# Lo Vedat
Lo Vedat és un indret del terme de Sarroca de Bellera, al Pallars Jussà, en el territori de l'antic terme de Benés.
Està situat a l'esquerra del riu de Manyanet i al sud del Serrat de Pleta Pelada i del barranc de Pleta Pelada, en el contrafort nord-oest del Tossal Llarg.